# Christopher Beeston
Christopher Beeston (* ca. 1579; † 15. Oktober 1638 in London) war ein englischer Schauspieler und ein erfolgreicher Theaterleiter (Impresario) des frühen 17. Jahrhunderts in London. Er wird oft im Zusammenhang mit Dramatikern erwähnt, insbesondere Thomas Heywood.

## Frühe Jahre
Über Beestons frühes Leben ist wenig bekannt. In vorhandenen Aufzeichnungen wird er abwechselnd als Beeston und Hutchinson erwähnt. In der heute erhaltenen Handlungsanweisung (Plot) von Richard Tarltons The Seven Deadly Sins wird Beeston mit dem dort erwähnten „Kit“ in mutmaßliche Verbindung gebracht. Es ist wahrscheinlich, dass er seine ersten Schritte im Theater als Boy Actor unternahm. In seinem letzten Willen von 1605 vermachte Augustine Phillips „seinem Diener“ Beeston dreißig Schillinge, was darauf hinweist, dass Beeston sein Lehrling bei den Lord Chamberlain’s Men gewesen war. Er spielte 1598 auch in der Uraufführung von Ben Jonsons Every Man in His Humour.  So scheint es, dass Beeston als Boy Actor begann und später zu Erwachsenenrollen wechselte.
Im Juli 1602 sah sich Beeston einer Vergewaltigungsanklage ausgesetzt, welcher sich zu einem beachteten Skandal auswuchs. Hinweise dazu finden sich in den Protokollbüchern des Bridewell-Gefängnisses. Eine Frau namens Margaret White, die Witwe eines Tucharbeiters, beschuldigte ihn, sie in der Mittsommernacht vergewaltigt und geschwängert zu haben. In einer lautstark geführten Anhörung bestritt Beeston die Anklage. Zugegen waren auch seine Schauspielkollegen, welche nach Aussagen von Beobachtern „den Ort sehr missbräuchlich genutzt“ hatten. Es wurde empfohlen, Beeston strafrechtlich zu verfolgen, jedoch gibt es keine Aufzeichnungen über einen Prozess. Es ist möglich, dass es nie dazu kam, auch aus Mangel an Beweisen.

## Karriere
Beeston verließ im August 1602 die Lord Chamberlain’s Men und wechselte zu den Worcester’s Men. Dies geschah einen Monat nach den Vergewaltigungsvorwürfen; möglicherweise wurde er zum Verlassen der renommierten Chamberlain’s genötigt. Er verblieb mit den Worcester’s Men bis zu ihrem Wandel in die Queen Anne’s Men und wurde möglicherweise auch ihr Leiter. Er arbeitete eng mit Thomas Heywood zusammen und brachte viele seiner Stücke auf die Bühne des Red Bull Theatre. Erhaltene Gerichtsprotokolle belegen, dass Beestons Geschäftspraktiken nicht unumstritten waren; so wurde er zweimal verklagt, 1619 und 1623. Aus den Unterlagen geht hervor, dass Beeston an die Kompanie vergebene Darlehen veruntreut und die Theatertruppe zudem mit Schulden für in seinem Namen erworbene Immobilien belastet haben soll. Geklagt hatte die Darlehensgeberin und Witwe des Schauspielers Thomas Greene († 1612), Susan Baskervile, welche sich seit Längerem um die fest vereinbarten und beharrlich ausbleibenden Tilgungsraten sorgte.
1616 hat Beeston eine aufgegebene Hahnenkampfarena in der Drury Lane erworben und zu einem Schauspielhaus, dem Cockpit Theatre, umgebaut. Als Architekt wurde möglicherweise Inigo Jones beauftragt. Am 7. Februar 1617 (Fastnachtsdienstag) (am sogenannten Shrove Tuesday erfolgten stets Unruhen und Streiche der Londoner Lehrbuben (vergleiche hierzu die heutigen Maikrawalle)) versuchten hunderte Jugendliche das Theater zu zerstören. Vermutlich aus Verärgerung, weil ihre Lieblingsstücke aus den deutlich günstigeren und unbedachten Red Bull Theatre (1 Penny) in das neue Cockpit Theatre (6 Penny) verschoben wurden. Es gab ein Handgemenge mit den Schauspielern; Schränke und Bestände wurden geplündert, zerrissen und verbrannt. Einer der Jugendlichen wurde durch einen Kopfschuss aus der Pistole eines Schauspielers getötet. Nach dem Wiederaufbau erhielt es von Beeston den neuen Namen Phoenix, jedoch wurde es im Volk weiter 'das Cockpit' genannt.
Um im harten Theatergeschäft bestehen zu können, griff Beeston auch zu unlauteren Mitteln. So bestach der regelmäßig den amtierenden, für das Theaterwesen zuständigen,  Behördenleiter, den Master of the Revels Henry Herbert. Eine der Bestechungszahlungen erfolgte in Form eines Paar Handschuhe für dessen Frau im Werte „at least 20 shillings“. Auch soll Beeston Herbert einen Anteil an den Einnahmen der Queen Anne’s Men zugesprochen haben.

## Späte Jahre
Von 1619 bis zu seinem Tode 1638 betrieb Beeston beide Theater mit erfolgreichen Besetzungen. Von den Prince Charles’ Men und den Queen Henrietta’s Men bis zu einer Truppe von Kinderschauspielern (Child Actors), welche gemeinhin Beeston’s Boys genannt wurden. Allerdings waren diese deutlich älter als die Boy Actors noch zu Elisabethanischer Zeit. Einige der Beeston’s Boys waren bereits in den Zwanzigern. Das Cockpit Theatre stand in einem ehrlichen Wettbewerb mit den Nachfolgern der Chamberlain’s Men, den King’s Men am Blackfriars Theatre um das zahlungskräftigere Publikum. Hierzu beschäftigte Beeston angesagte Dramatiker wie John Ford und James Shirley. Nach dem Brand des Fortune Theatre 1621 und dem verhaltenen Erfolg des Theaters nach dem Wiederaufbau, war das Red Bull Theatre die wesentliche Unterhaltungsstätte in Middlesex.
Beeston starb am 15. Oktober 1638 und übergab seine Theatergeschäfte seinem Sohn William Beeston. Er wurde auf dem Friedhof der Kirche St Giles in the Fields beerdigt.